# Maurens (Górna Garonna)
Maurens – miejscowość i gmina we Francji, w regionie Oksytania, w departamencie Górna Garonna.
Według danych na rok 2009 gminę zamieszkiwały 204 osoby, a gęstość zaludnienia wynosiła 31 osób/km² (wśród 3020 gmin regionu Midi-Pyrénées Maurens plasuje się na 920. miejscu pod względem liczby ludności, natomiast pod względem powierzchni na miejscu 1366.).